# نوک‌مدادی

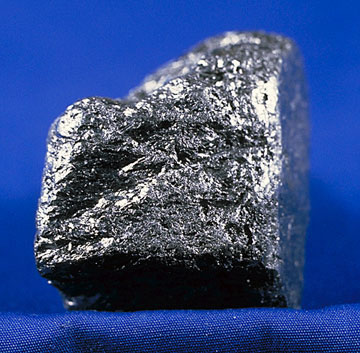
گرافیت

نوک مدادی نوعی رنگ خاکستری است که رنگی شبیه مداد سیاه (که از جنس گرافیت می‌باشد) دارد. گرافیت نور را به طور کامل جذب نمی‌کند و بخشی از نور بازتاب می‌شود. به همین دلیل با وجود اینکه مداد سیاه نامیده می‌شود، در واقع نوعی رنگ خاکستری دارد.
|  |  |  |  |  |  |  |